# Піляшковиці-Другі
Піляшковиці-Другі (пол. Pilaszkowice Drugie) — село в Польщі, у гміні Рибчевиці Свідницького повіту Люблінського воєводства.
Населення — 283 особи (2011).

## Демографія
Демографічна структура станом на 31 березня 2011 року:
|          | Загалом | Допрацездатний вік | Працездатний вік | Постпрацездатний вік |
| -------- | ------- | ------------------ | ---------------- | -------------------- |
| Чоловіки | 137     | 29                 | 86               | 22                   |
| Жінки    | 146     | 37                 | 63               | 46                   |
| Разом    | 283     | 66                 | 149              | 68                   |